# Češka koča
Češka koča (Češka koča na Spodnjih Ravneh) est un refuge situé en Slovénie dans les Alpes kamniques, au pied du versant nord du Grintovec, le point culminant du massif.
Perché en bordure de la haute-terrasse glaciaire Spodnje Ravni au-dessus de la vallée Ravenska Kočna, Češka koča est aussi le point de départ pour le Jezerska Kočna, son ascension ainsi que celle du Grintovec étant du type via ferrata sur de longues sections.
Son accès se fait soit depuis la vallée Ravenska Kočna, soit depuis la vallée Makekova Kočna, depuis la localité de Jezersko dans les deux cas. Une via ferrata fait la liaison entre la Češka koča et le refuge Kranjska koča, l'autre refuge de la vallée de Ravenska Kočna.
Češka koča signifie le « refuge tchèque » et fut construit par la section tchèque du Club alpin slovène, en 1900. Les dernières rénovations majeures datent de 1989, l'aspect d'origine ayant toujours été respecté (par exemple la couverture en bois).